# Čírka novozélandská
Čírka novozélandská (Anas chlorotis, maorsky pāteke) je druh malé kachny z rodu Anas, která se endemitně vyskytuje na Novém Zélandu. Čírka byla původně rozšířena po celém Novém Zélandu i Chathamských ostrovech. Před lidským osídleném Nového Zélandu se patrně jednalo o nejpočetnější a geograficky nejrozšířenějšího vrubozobého ptáka. Po osídlení Nového Zélandu lidmi však začalo docházet k drastickému úbytku populace následkem lovu, predace ze strany zavlečených savců (hranostaji, fretky, potkani) a úbytku habitatu. Koncem 20. století čírkám hrozilo vyhynutí, které se však podařilo zvrátit ochrannými opatřeními, a od počátku 21. století je tak populace na mírném vzestupu. Dnes obývá řadu ostrovů (hlavně Great Barrier, Little Barrier), na novozélandské pevnině je rozšířena hlavně v oblasti Northlandu.
Opeření čírek je hnědé, zobák a nohy šedočerné. Výrazný je bílý oční kroužek. K rozmnožování dochází nejčastěji od července do září, avšak pár může zahnízdit prakticky v kteroukoliv roční dobu. Samice klade 3–9 krémově zbarvených vajec elipsovitého tvaru. Inkubuje pouze samice po dobu 27–30 dní, zatímco samec bedlivě stráží teritorium. Prekociální a nidifugní káčata opouští hnízdo do 24 h po vyklubání. K osamostatnění mláďat dochází kolem 50. až 55. dne života. Habitat druhu bývá napojen na vodní plochy, ať už pastevní rybníky nebo přílivová pásma. Živí se všežravě, pojídá hlavně bezobratlé a rostliny.

## Systematika
První písemné zmínky o kachně pochází z roku 1773 z druhé plavby Jamese Cooka. Kapitán Cook kachnu zaznamenal v Tamatea / Dusky Sound. První vědecký popis však přinesl až anglický zoolog George Robert Gray v roce 1845.
Čírka novozélandská bývala původně rozdělena do třech poddruhů, avšak čírka hnědá (Anas aucklandica) a čírka campbellská (Anas nesiotis) jsou dnes uznávány za samostatné druhy.
Čírky novozélandské, hnědé a campbellské jsou shlukovány do skupiny, která se někdy označuje jako tzv. „skupina hnědých čírek“ (z angl. brown teal group), jelikož všechny tři zmíněné druhy jsou geneticky velmi úzce příbuzné. Podle analýz DNA však populace čírek novozélandských pocházejících z Fiordlandu je geneticky zcela odlišná od ostatních populací čírek a geny fiordlandských čírek jsou velmi podobné kachnám divokým a kachnám proužkovaným. Dá se tedy předpokládat, že u fiordlandské populace kdysi docházelo k hybridizaci čírek novozélandských s oběma druhy těchto kachen. Fiordlandská populace čírek patrně vyhynula kolem roku 2013.

## Popis
Čírka novozélandská je létavá kachna (na rozdíl od svých příbuzných čírek campbellských a hnědch, které ztratily schopnost letu). Délka těla čírky novozélandské je kolem 48 cm, samci váží kolem 650 g, samice kolem 580 g. Křídlo je dlouhé 185–203 mm (srv. čírka hnědá má délku křídla 44–125 mm; dochází tedy u ní k zakrnění křídel). Zobák je dlouhý 39–45 mm.
Opeření je převážně hnědé, kolem oka se nachází bílý oční kroužek. Samec i samice si jsou podobní, avšak samice mívají jednotvárněji hnědé opeření, zatímco samci jsou tmavě hnědé kropení. Záda čírek bývají tmavě hnědá se světlými okraji peří. V době páření, kdy se samci oblékají do svatebního šatu, lze kačery rozpoznat podle iridiscentně zeleného zbarvení hlavy, výrazného „zrcátka“ (speculum) na loketních letkách, a bílého opeření při kořeni ocasu. Samci ve svatebním šatu mají mnohem výraznější bílý oční kroužek oproti prostému šatu, kdy může oční kroužek dokonce zcela chybět. Duhovky jsou hnědé. Zobák a nohy šedočerné.

## Biologie

### Chování

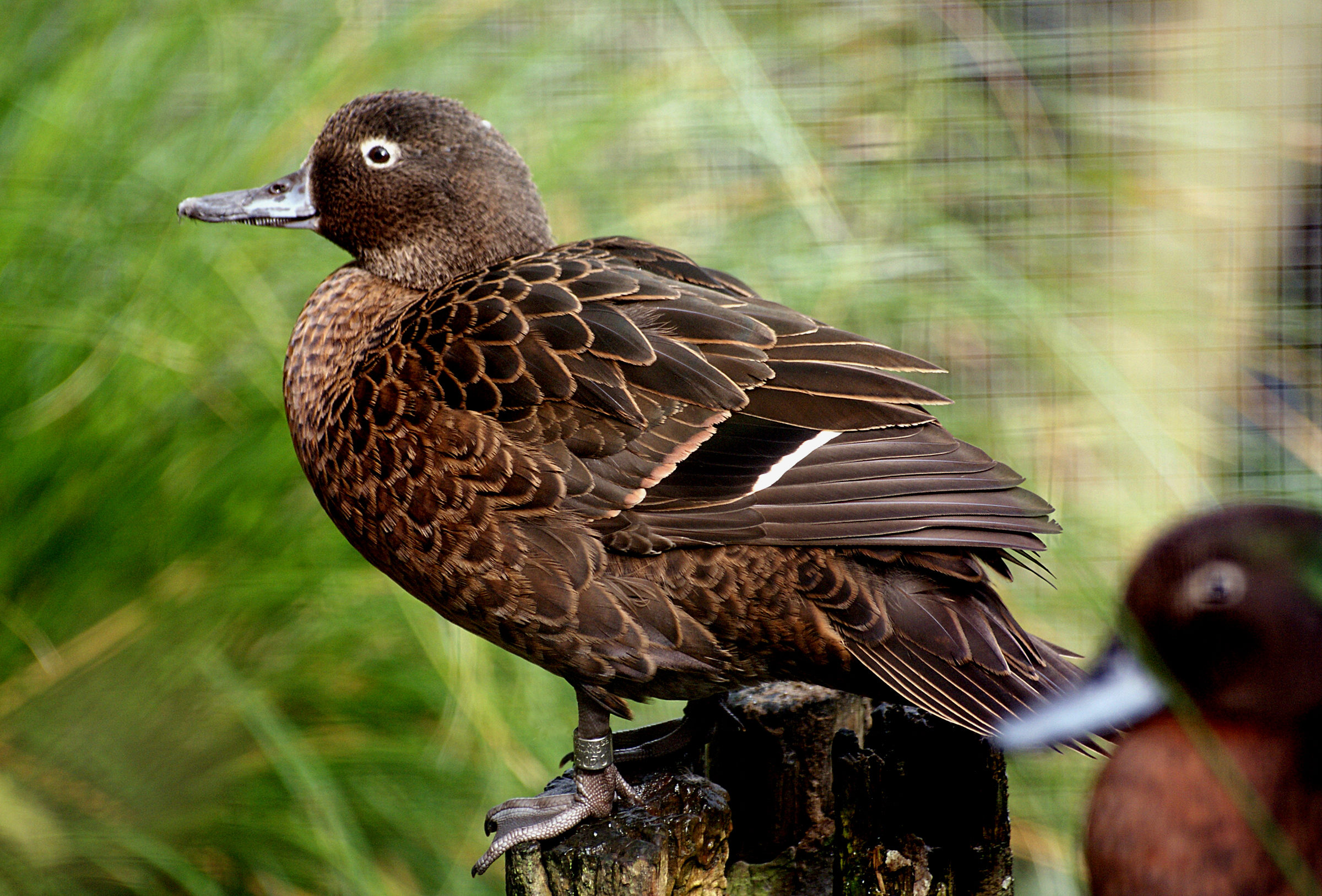
Čírka novozélandská

Tvoří dlouhodobé monogamní páry. Ty spolu utváří teritoria, které samec náruživě brání. V případě, že se teritorium čírek nachází u trvalé vodní plochy s dostatkem potravy po celý rok, mohou své teritorium obývat celoročně. U sezónně proměnlivých vodních ploch, které na léto vysychají, čírky na léto opouští své teritorium a vrací se koncem léta s příchodem podzimních dešťů.
Po období hnízdění se dospělci z vysušených teritorií spolu s juvenilními jedinci i nepářícími čírkami sdružují do hejn, která mohou přetrvávat až do jara. Čírky jsou krepuskulární až noční živočichové. Zejména v přílivových oblastech však může doba přílivu a odlivu silně ovlivňovat čas jejich aktivity.

### Rozmnožování
K rozmnožování dochází nejčastěji od července do září, avšak pár může zahnízdit prakticky v kteroukoliv roční dobu. Hnízdo miskovitého tvaru bývá umístěno pod hustou vegetací jako jsou ostřice, sítinovité nebo kapradiny. Samice klade 3–9 krémově zbarvených vajec elipsovitého tvaru o rozměrech 60×43 mm a váze 61 g. Inkubuje pouze samice po dobu 27–30 dní, zatímco samec bedlivě stráží teritorium. Prekociální a nidifugní káčata opouští hnízdo do 24 h po vyklubání. K osamostatnění mláďat dochází kolem 50. až 55. dne života. Nejstarší zaznamenaná čírka v zajetí měla 21 let.

### Potrava

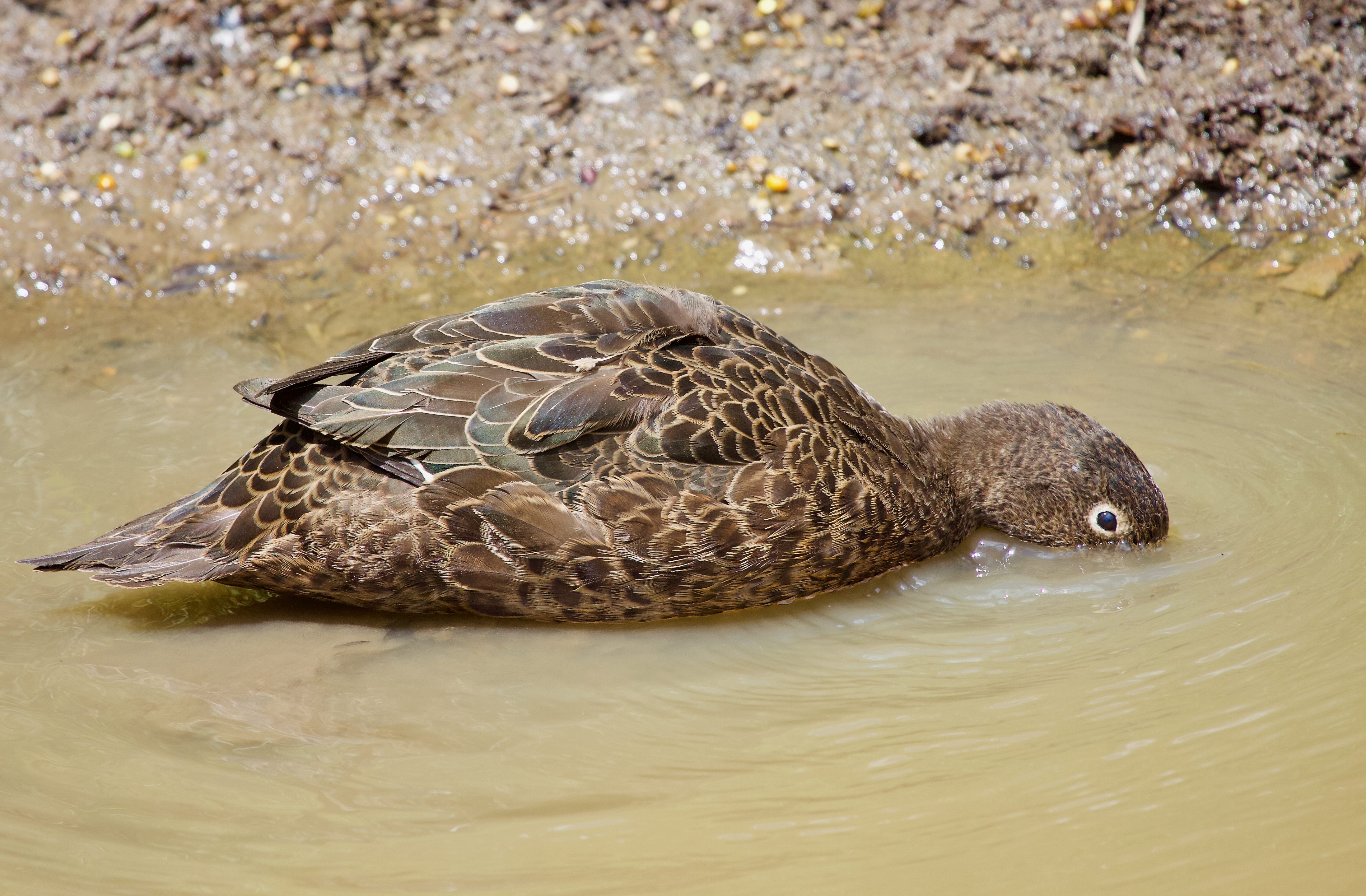
Čírka novozélandská během krmení v mělké vodě

Živí se všežravě. K nejčastěji požíraným druhům v současném habitatu rozšíření patří semen šáchorovitých, listy jetele plazivého, schránky larev chrostíků, brouci, žížaly, plži a mlži. V oblasti přílivových pásem pojídá hlavně mořské měkkýše. Na sladkovodních rybnících se živí všemožnými listy vodních rostlin.

## Rozšíření a habitat
Čírky jsou rozšířeny hlavně na severním cípu novozélandského Severního ostrova (Northland, poloostrov Coromandel) a přilehlých ostrovů (Great Barrier, Little Barrier a Great Mercury). Čírky byly úspěšně introdukovány na řadu novozélandských pobřežních ostrovů bez predátorů jako je ostrov Kapiti, Tiritiri Matangi, Russel, Mana, Mayor a další. K pevninským místům reintrodukce čírek patří přírodní rezervace Zealandia ve Wellingtonu a Cape Kidnappers.
Původní habitat druhu představoval diverzifikovanou škálu vodních ploch a toků (jezera, mokřady, pomalu tekoucí potoky, zátoky apod.), avšak v moderních dobách se vyskytují převážně v antropomorfní, tzn. člověkem upravené krajině. Často se sdružují u pastevních rybníků pro dobytek či říčkách protékajících zemědělskou krajinou a v břehové (ripariální) vegetaci. Na neobydlených ostrovech lze čírky nalézt v přílivových pásmech podél oceánského pobřeží, kde hledají potravu.
Celková populace druhu se k roku 2011 odhadovala 1500–2500 jedinců, přičemž kolem poloviny populace se nachází na ostrově Great Barrier.

## Ohrožení a ochrana

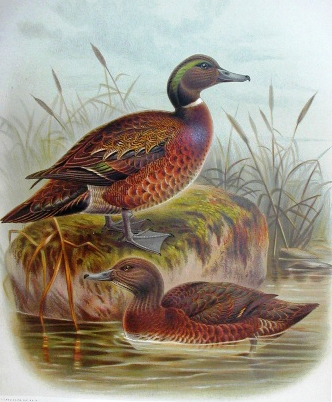
Ilustrace čírek z roku 1888

Čírka byla původně široce rozšířena po Severním, Jižním a Stewartově ostrově i na Chathamských ostrovech. Před lidským osídlením se patrně jednalo o vůbec nejrozšířenějšího i nejpočetnějšího vrubozobového ptáka na Novém Zélandu. Dnes se jedná o nejvzácnějšího novozélandského zástupce vrubozobých. Fosilní pozůstatky kachny patří k vůbec nejčastějším novozélandským fosiliím. Z pozůstatků kostí čírek u archeologických nalezišť maorských sídel lze usuzovat, že je Maorové hojně lovili pro jejich maso. Na Chathamských ostrovech byly čírky naposledy spatřeny kolem roku 1925, na Stewartově ostrově v roce 1972.
Hlavní příčina takřka úplného vymýcení populace byla hlavně predace ze strany introdukovaných predátorů (hlavně hranostajů, fretek a potkanů, částečně patrně i psů a zdivočelých koček), nad to se na úbytek čírek podepsalo i odlesnění, aktivní lov a odvodnění novozélandských mokřadů, které byly přeměněny na zemědělskou krajinu. V 90. letech 21. století se čírky vyskytovaly v podstatě jen na Northlandu a na ostrově Great Barrier a ptákům hrozilo akutní nebezpečí vyhynutí. Mezinárodní svaz ochrany přírody (IUCN) mezi lety 2000–2014 druh hodnotil jako ohrožený. Nicméně následkem intenzivního managementu populace zahrnující kontrolu introdukovaných predátorů, reintrodučkní programy spolu s pracemi na obnově habitatu se populace čírek začala pozvolna, avšak stabilně zvedat. V roce 2015 tak IUCN stav populace přehodnotil a druh od té doby vede jako téměř ohrožený.